# Уань Пунин
Уань Пунин (兀菴普寧 Готтан Фунэи; кит. трад. 兀菴普寧, упр. 兀菴普宁, пиньинь Wùān Pǔníng; 1197, Сычуань — 30 декабря 1276, Вэньчжоу, Чжэцзян) — южносунский мастер дзэн (школа риндзай) в Японии в период Камакура. Крупный наставник, каллиграф. Важен ролью в популяризации дзэн. Оставил каллиграфическое наследие, входящее в число объектов национального наследия Японии.

## Биография
Преемник линии учения мастера школы линьцзи по имени Учжунь Шифань. В Китае он был уже настоятелем нескольких монастырей, когда был приглашён в Японию Энни Бэнъэном, японским учеником Учжуня. Прибыл в Киото в 1260 году, вероятно из-за монгольского нашествия в Китае. 
Обучал, признал просветление и назначил своим преемником дхармы регента Ходзё Токиёри (1227—1263) и даровал ему печать-инка, что значило, что уровень ученика стал равен уровню учителя. Это был первый случай, когда просветление японского воина было признано буддийским мастером. 
Он стал вторым настоятелем построенного Ходзё Токиёри в Киото монастыря Кэнтё-дзи (основан в 1253). 
После смерти Ходзё Токиёри Уань Пунин не обрёл нового покровителя. При этом он встретил непонимание со стороны верующих; кроме того, распространились слухи о том, что он монгольский шпион. Через некоторое время с разрешения Ходзё Токимунэ (якобы в 1265; Токимунэ регентствовал в 1268—1284) вернулся в Китай в храм 龙翔寺 в Вэньчжоу в Чжэцзяне. Там он умер во время паломничества. 
Его также называют среди трёх настоятелей, открывших монастырь Дзёти-дзи в Камакуре. Однако официальной датой основания монастыря считается 1283 год, что несколько запутывает датировку отъезда Уань Пунина из Японии, как и приписывание открытия монастыря (вместе с Ходзё Моротоки) регенту Ходзё Мунэмасе, умершему в 1281 (по-видимому, постройка была посвящена его памяти). 